# Var är Zlatan?
Var är Zlatan?, (Out of order på engelska), är en komedipjäs av Ray Cooney i bearbetning och regi av Anders Albien. Pjäsen har tidigare framförts i Sverige under titeln Trassel. Ensemblen belönades med tre guldmasker. Pjäsen hade premiär i Halmstad hösten 2003 och sattes senare upp i Göteborg och Malmö. Den har även filmats och visats på TV4, först år 2004, och före detta TV4 Plus samt givits ut på DVD.

## Handling
"Bengan" Göransson är tillbaka som förbundskapten för Sveriges herrlandslag i fotboll. Bengan har tagit in på ett hotellrum på Grand Hotel i Halmstad tillsammans med sin hemliga älskarinna, Tina Ljungberg i damlandslaget. När Tina hittar ett lik i fönstret efter att ha öppnat gardinerna vill Bengan flytta på det, istället för att kontakta polis som kan riskera att avslöja honom och Tina tillsammans, och ringer sin andretränare "Hasse" Falk som ofrivilligt hjälper till att tänka ut hur de ska bli av med liket och således undvika en förödande skandal. För att skydda sig själva när hotellpersonalen och alla andra inkommande undrar vad som försiggår, dras dessa tre in i en härva av lögner som blir allt större och rörigare ju längre pjäsen pågår – det börjar med att Tina framstås som Hasses fru, och liket som Hasses nersupne bror. Allra svårast blir det dock när liket plötsligt vaknar till liv.
En bihandling är att Zlatan Ibrahimović inte dykt upp till fotbollsträningen, då Sverige på Örjans vall förbereder en viktig match mot England.

## Rollista
- Thomas Petersson – Hans "Hasse" Falk
- Bertram Heribertson – Bengt-Erik "Bengan" Göransson
- Lina Hedlund – Tina Ljungberg
- Jeanette Capocci – Gina Loredana Göransson
- Mattias Lenhoff – liket, Åke Persson
- Tobias Persson – hotellservitören P.H Ling
- Peter Fridh – Roger Lindgren
- Anna-Karin Palmgren – syster Doris Larsson
- Bengt Ivarsson – hotelldirektören Egon Roos
- Josefin Johansson – hotellstäderskan Jolanta